# كارل غايست
كارل غايست (بالألمانية: Carl Geist)‏ هو رسام ألماني، ولد في 9 ديسمبر 1870 في Reichelsheim (Odenwald) ‏ في ألمانيا، وتوفي في 29 نوفمبر 1931.